# Carl Koopmann

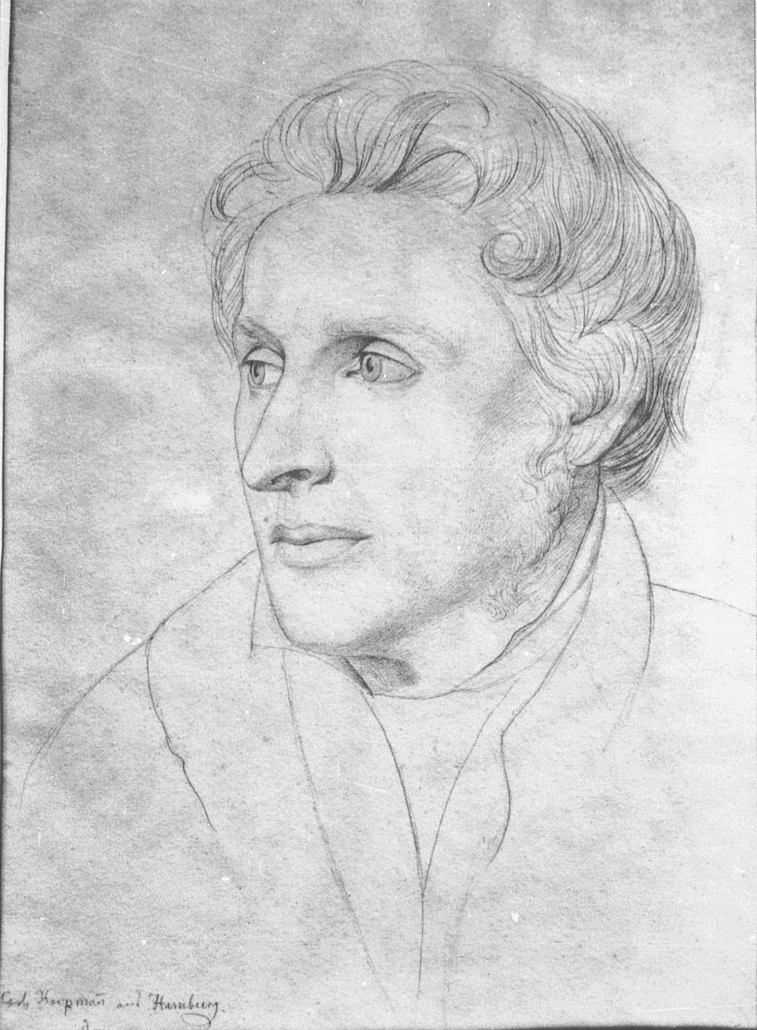
Carl Koopmann, gezeichnet von Adolf Zimmermann, 1820er Jahre

Johann Karl (Carl) Heinrich Koopmann (* 15. März 1797 in Altona, Herzogtum Holstein; † 5. April 1894 in Heidelberg, Großherzogtum Baden) war ein deutscher Historien- und Porträtmaler.

## Leben
Koopmann, Sohn eines Kaufmanns und Käpitäns, war Schüler von Gerdt Hardorff in Hamburg, ehe er 1819 mit einem Stipendium der Stiftung von Peter Averhoff (1723–1809) zum Kunststudium nach Dresden ging. An der Kunstakademie Dresden studierte er bis 1823 und zählte zum Freundeskreis von Gerhard und Wilhelm von Kügelgen. In Rom weilte er vom Herbst 1824 bis 1828. Im Milieu der Deutschrömer gehörten der Architekt Friedrich Eisenlohr und der preußische Gesandtschaftsprediger Richard Rothe zu seinen engeren Freunden. Auch stand er dem Kreis der Nazarener nahe, der ihn künstlerisch stark prägte. Außerdem war er neben Julius Schnorr von Carolsfeld, Josef von Hempel und Nikolaus Hoff Mitglied des Chores der evangelisch-lutherischen Gemeinde zu Rom. Nachdem er anschließend mehrere Jahre in Hamburg gelebt, London bereist und 1832 in Heidelberg Mathilde (1803–1881), eine Tochter des Schriftstellers Wilhelm Benecke, geheiratet hatte, wurde er 1833 als Lehrer im Fach Figurenzeichnen an das Polytechnikum Karlsruhe berufen. Zu seinen Schülern in Karlsruhe zählten die späteren Landschaftsmaler Bernhard Fries, Theodor Verhas und Julius Preller, dessen „privater Fürsorger“ Koopmann in den 1850er Jahren war. Nach langjährigem Wirken als Professor für Malerei, in dessen Rahmen er auch kunstschriftstellerisch tätig geworden war, trat Koopmann 1866 in den Ruhestand. Seinen Lebensabend verbrachte er in Heidelberg, wo er im Alter von 97 Jahren verstarb.
Koopmann schuf religiöse Bilder in den akademischen Malweisen seiner Zeit, etwa für die katholische Kirche zu Forbach zwei Altarbilder (Verkündigung und Der hl. Wendelin als Schutzpatron der Herden). Für die Emporen der evangelischen Stadtkirche Karlsruhe malte er fünf Grisaillen (Einsetzung des Abendmahls, Gethsemane, Kreuztragung, Kreuzigung, Auferstehung). Für den Großherzog von Baden führte er in zwei Sälen des Karlsruher Schlosses Reliefbilder aus der Geschichte der Zähringer und des Landes Baden aus, im Schloss Bauschlott bei Pforzheim acht Grisaillen auf tiefgrünem Grund mit Szenen aus dem Mythos von Amor und Psyche. 1832 porträtierte er den Juristen und Privatier Friedrich Schlosser und dessen Gemahlin auf Stift Neuburg.

## Schriften (Auswahl)
- Zeichenschule zum Selbststudium und zum Unterricht im Figurenzeichnen. 4 Hefte, Karlsruhe 1847–1848.
- Das offene Sendschreiben des Hrn. A. Helfferich an Hrn. von Kaulbach. In: Allgemeine Zeitung vom 24. September 1853, Tübingen, Stuttgart, Ulm, Augsburg, München 1853 (Cotta’sche Verlagsbuchhandlung). Volltext des Artikels:
- Der evangelische Cultus und die evangelische Kunst. In: Allgemeine Kirchenzeitung. Darmstadt 1854.
- Die deutschen Malerakademien. In: Deutsches Kunstblatt. Jahrgang VIII (1857), Nrn. 20–23 (Nrn. 20–23, Google Books, Nr. 21, PDF).